# Divertimento

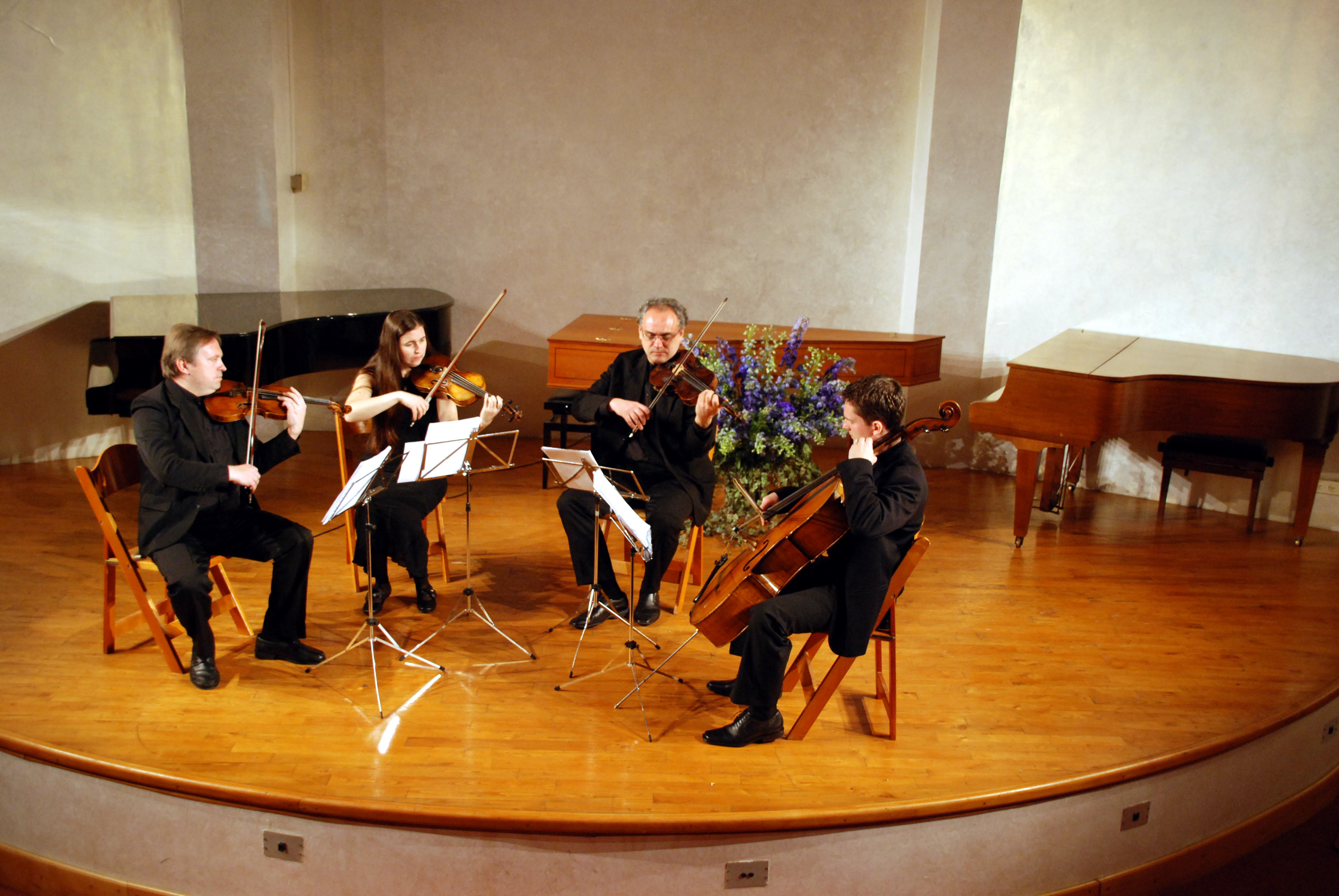
Tứ tấu đàn dây biểu diễn một nhạc phẩm nhẹ nhàng.

Trong âm nhạc, divertimento (phát âm tiếng Việt: /đi-vec-ti-men-tô/; tiếng Anh: /dɪˌvɜːrtɪˈmɛntoʊ /) là một thể loại âm nhạc giải trí, tạo cảm giác nhẹ nhàng, vui tươi cho người nghe, được biểu diễn bởi nghệ sĩ độc tấu và thường là dàn nhạc nhỏ hòa tấu trong phòng, xuất hiện từ thế kỷ 18. Đây là thuật ngữ có gốc từ tiếng Ý, gồm diverti (chuyển hướng) + mento (giải lao/nghỉ ngơi), xuất hiện vào khoảng những năm 1750. Sau những năm 1780, thuật ngữ này thường được dùng để chỉ nhạc phẩm nhẹ nhàng thuộc dạng nhạc thính phòng. Ở Việt Nam có người gọi là nhạc nhẹ.

## Ví dụ và phân biệt
W.A. Mozart được đánh giá là người nổi tiếng nhất đã sáng tác nhiều nhạc phẩm thể loại này. Tuy nhiên, đôi khi tác phẩm của ông cố tính chất như một bản giao hưởng nhỏ (sinfonia) như nhạc phẩm Salzburg K. 136, K. 137 và K. 138.  Các nhà soạn nhạc khác có Leopold Mozart, Carl Stamitz, Haydn và Boccherini.
Sang thế kỉ XX, có thể kể đến các nhạc phẩm nhẹ nhàng của Alfred Reed, Nikolai Medtner, Ferruccio Busoni, Vincent Persichetti, Charles Wuorinen, Sergei Prokofiev, Béla Bartók, Benjamin Britten, Leonard Bernstein, Paul Graener, Gordon Jacob, Lennox Berkeley, Gareth Walters, Malcolm Arnold, Lars-Erik Larsson, Saint-Preux, Bohuslav Martinů và Joe Hisaishi.
Sự phân biệt thể loại này với các thể loại khác trong âm nhạc là không rõ rệt. Chẳng hạn: Igor Stravinsky đã chuyển một bản hòa tấu từ vở ba lê của mình thành thể loại này. Còn Joaquín Rodrigo gọi bản hòa tấu cello năm 1982 của mình là "Concierto como un divertimento" (Hòa tấu như nhạc nhẹ nhàng). Robert Davine cũng đã sáng tác hòa tấu nhạc thính phòng cho Flute, Clarinet, Bassoon và cả phong cầm, dù đây là loại nhạc cụ dễ gây vui vẻ nhưng lại ít nhiều "ồn ào" hơn bộ dây và kèn gỗ. 

## Các nhà soạn nhạc nổi bật
- Wolfgang Amadeus Mozart
- Leopold Mozart
- Joseph Haydn
- Luigi Boccherini
- Sergei Prokofiev
- Béla Bartók
- Benjamin Britten
- Leonard Bernstein
- Igor Stravinsky